# Marie-Josée Coulombe

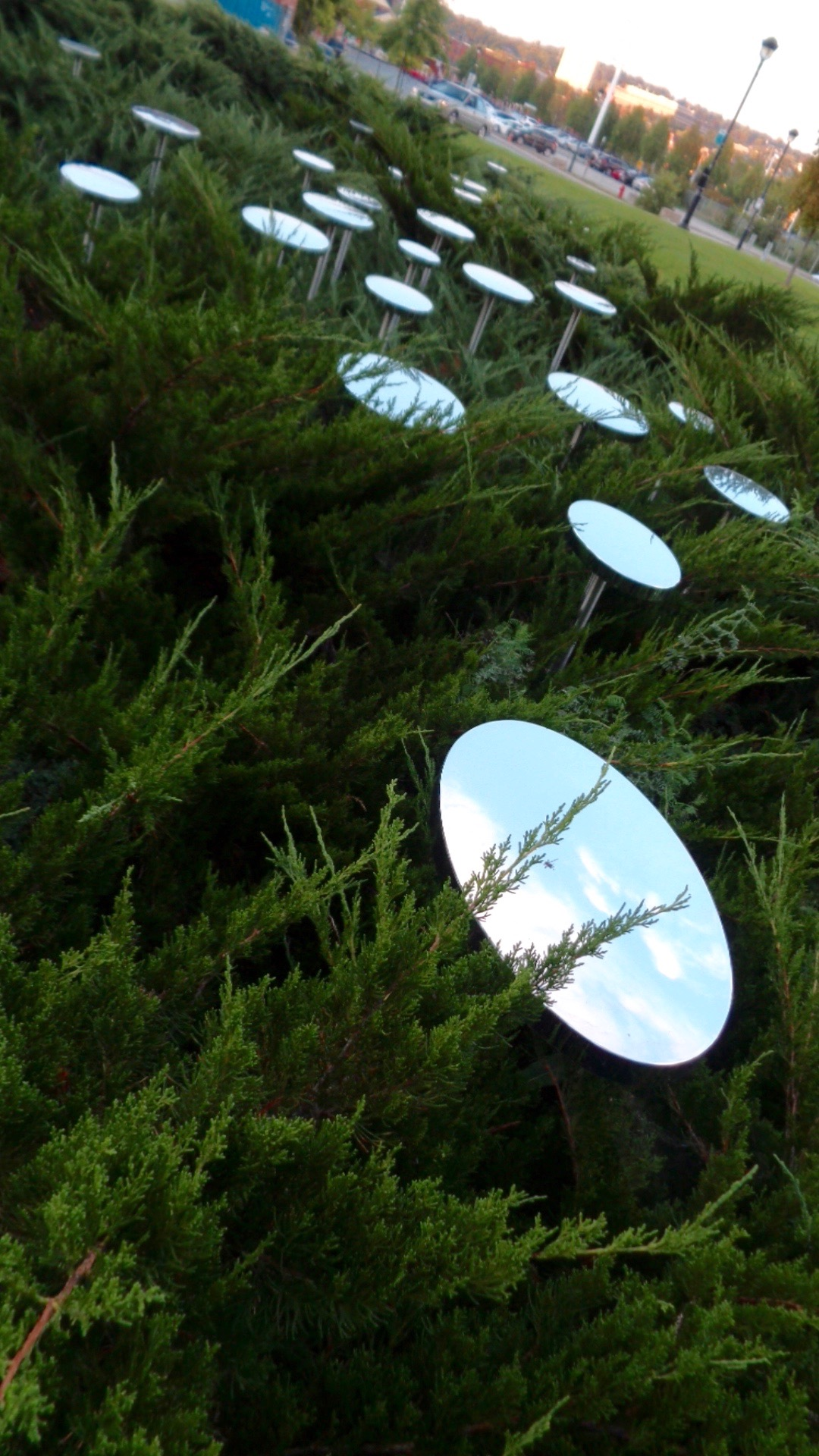
Marie-Josée Coulombe, Les ciels inversés, 2008

Marie-Josée Coulombe (nascida em 1965) é uma escultora canadiana.
O seu trabalho encontra-se incluído na colecção do Musée national des beaux-arts du Québec e na coleção de arte pública da cidade de Ottawa.